# Salghúrida
Els salghúrides o dinastia salghúrida d'atabegs de Fars fou una dinastia d'atabegs dels prínceps seljúcides de Fars, de la tribu turca dels Salghur o Salor que havien acompanyat a Toghrul Beg en l'emigració des del Khurasan (segle xi) i s'havia establert al Fars al començament del segle xii. La va fundar Muzaffar al-Din Sunkur (1148-1161) que va enderrocar al cap tribal i atabeg local seljúcida Buz-Aba, del que sembla que era nebot potser per part de mare. El va succeir el seu fill Muzaffar al-Din Zangi (1161-1175) que fou confirmat per Arslan Shah ibn Toghrul. Van reconèixer la sobirania dels grans seljñucides fins al 1194 i posteriorment van esdevenir independents.
Izz al-Din Sad I ibn Zangi (1198/1203-1226) va combatre els shabankara kurds i va intervenir en els afers del Kirman; el 1203 va ocupar temporalment Esfahan; durant el seu govern els salghúrides van haver de reconèixer la sobirania del xa de Coràsmia que el va fer presoner el 1217/1218 i no el va alliberar fins a obtenir el pagament de tribut i la cessió d'alguns districtes, i després del 1229 als mongols. Ogodei va conferir a Abu Bakr ibn Sad el títol de Kutlugh Khan a canvi d'un tribut i l'admissió d'un shina (governador militar) mongol.
La darrera sobirana, [Abash Khatun] (1264-1284) es va casar amb un fill de l'Il-khan Hulagu de nom Mengu Temur (el fill onzè) que de fet va exercir el poder fins a la seva mort el 1282; a la mort d'Abish Khatun vers 1287, quan havia estat enviada presonera a Tabriz, el Fars fou formalment incorporat als dominis del kan. Una revolta que va esclatar el 1288 es va sufocar el 1289.

## Llista d'atabegs
- Muzaffar al-Din Sunkur 1148-1161
- Muzaffar al-Din Zangi 1161-vers 1175
- Tekla (Dakla) vers 1175-vers 1198
- Kutb al-Din Toghrul ibn Sunkur vers 1182-1183 i 1198-1203 (en rebel·lió)
- Sad I ibn Zangi Izz al-Din 1198-1226
- Abu Bakr ibn Sad Muzaffar al-Din Kutlugh 1226-1260
- Sad II ibn Abi Bakr 1260 (només va regnar 18 dies)
- Muhammad I Adud al-Din 1260-1262
- Muhammad II ibn Salghur ibn Sad I 1262-1263
- Seljuq ibn Salghur 1263
- Abash Khatun bint Sad (reina) 1263-1287